# NGC 2686
NGC 2686 ist ein optisches Galaxienpaar im Sternbild Großer Bär. 

Im selben Himmelsareal befinden sich die Galaxien NGC 2684, NGC 2688, NGC 2687 und NGC 2689.
Das Objekt wurde am 11. März 1858 vom irischen Astronomen R. J. Mitchell, einem Assistenten von William Parsons, entdeckt.